# استئصال الصمة
استئصال الصمة هو الإزالة الجراحية الإسعافية للصمات التي تعيق الدورة الدموية. عادة ما يتضمن ذلك إزالة الخثرات (الجلطات الدموية)، ويشار إليه عندها باسم استئصال الخثرة. استئصال الصمة هو إجراء إسعافي غالبًا ما يكون الملاذ الأخير لأن الانسداد الدائم لتدفق الدم إلى العضو يؤدي إلى نخره. الخيارات العلاجية الأخرى الممكنة هي منع تخثر الدم وحل الخثرة.

## الاستخدامات الطبية
أصبح استئصال الصمة الجراحي في حال الانصمام الرئوي الكبير إجراءً نادرًا، وغالبًا ما يُنظر إليه بأنه الملاذ الأخير. أصبح العلاج الحال للخثرة هو العلاج المفضل.
عادة ما يُجرَى استئصال الصمة بالجراحة أو القسطرة لدى المرضى الذين يعانون من الانصمام الرئوي (الذي يتشكل من الانصمام الوريدي). يُستخدَم استئصال الصمة لدى المرضى الذين يعانون من صدمة مستمرة على الرغم من الرعاية الداعمة، والذين لديهم مضادات استطباب مطلقة للعلاج الحال للخثرة. وعلى الرغم من تطور العلاجات الأخرى، إلا أن استئصال الصمة الجراحي أو استئصال الصمة بالقسطرة قد يكون إجراءً منقذًا للحياة في حالة الانصمام الرئوي الشديد.
تُجرَى عمليات استئصال الصمات بصفتها تقنية للحفاظ على الطرف في حال الانصمامات الشريانية التي تؤدي إلى نقص تروية الطرف الحاد. ومع ذلك، هناك أيضًا خيارات أخرى مثل حل الخثرة المُوجَّه بالقسطرة ومنع تخثر الدم مع المراقبة.
يمكن استخدامه أيضًا في حالات نقص التروية الأخرى الناتجة عن الانصمام مثل نقص التروية المساريقي والسكتة الدماغية.

## الطرق

### استئصال الصمة القسطرة

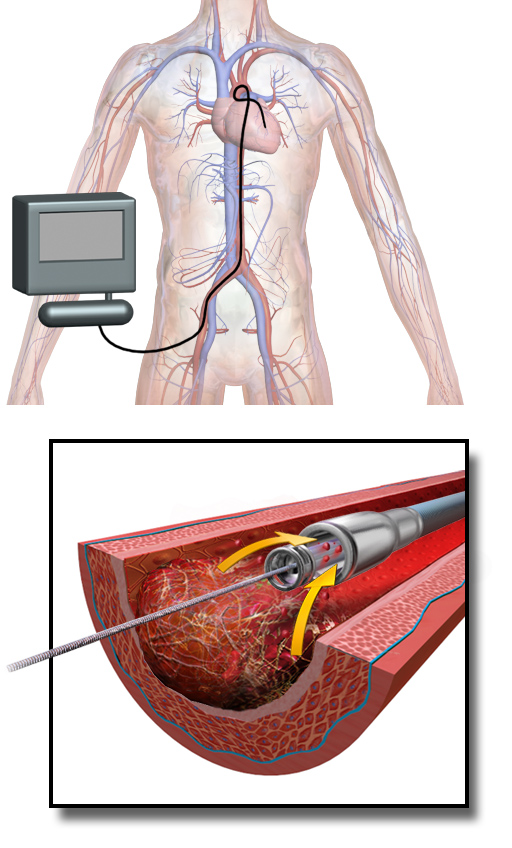
رسم يوضح أنجيوجيت (بالإنجليزية AngioJet)؛ استئصال الخثرة التاجية.

#### استئصال الصمة بالبالون
يُجرَى ذلك عادةً عن طريق إدخال قسطرة مع بالون قابل للنفخ متصل بطرفها إلى داخل الشريان، وتمرير طرف القسطرة إلى ما بعد الجلطة، ثم نفخ البالون، وإزالة الجلطة عن طريق سحب القسطرة. تدعى بقسطرة فوغارتي نسبة لمخترعها توماس جيه فوغارتي.
تشمل الاختلاطات المحتملة لاستئصال الصمة بالبالون الآفات الداخلية، والتي يمكن أن تؤدي إلى حدوث تجلط آخر. قد يتأثر الوعاء أيضًا بالتسلخ أو التمزق. قد يؤدي الإجراء إلى حدوث انصمام بالكوليسترول من لويحات التصلب العصيدي.

#### استئصال الصمة بالشفط
يستخدم استئصال الصمة بالقسطرة أيضًا من أجل استئصال الصمة بالشفط، حيث تُزال الخثرة عن طريق الشفط بدلًا من دفعها بالبالون. إنها طريقة سريعة وفعالة لإزالة الخثرات في حال الانسدادات الناتجة عن الانصمام الخثري في شرايين الأطراف أسفل الرباط الإربي، كما هو الحال في احتشاء الساق.

### استئصال الصمة الجراحي
استئصال الصمة الجراحي هو إزالة جراحية بسيطة للجلطة بعد إحداث شق في الوعاء عن طريق الجراحة المفتوحة على الشريان.

## النتيجة
تختلف نتيجة استئصال الصمة باختلاف حجم الصمة وموقعها.
في حال الانصمام الرئوي، تظهر البيانات الحديثة أن معدل الوفيات يقارب 20٪. على الرغم من أنها نسبة وفيات عالية، إلا أنها قد تنقذ الحياة في بعض الحالات.

## خلفية
الصمات عبارة عن كتل من مواد غير طبيعية (يمكن أن تكون صلبة أو سائلة أو غازية) ينقلها مجرى الدم من جزء إلى آخر من الدورة الدموية مما يؤدي إلى حدوث إعاقة (انسداد) أحد الأوعية الدموية وبالتالي نقص إمدادات الأكسجين (نقص التروية) وأخيرًا احتشاء الأنسجة في الجهة البعيدة من الصمة.
النوع الأكثر شيوعًا من الصمات هو الجلطة الدموية الناتجة عن تخثر الدم، والتي تنفصل بعد ذلك، ثم تنتقل في مجرى الدم.
هناك منطقتان يمكن أن تتشكل فيهما الصمات، وبالتالي هناك تأثيران على:
- تتشكل الصمات الشريانية في الجانب الأيسر من القلب أو الشرايين الرئيسية، وتؤثر في أنسجة الجسم ماعدا الرئتين، وعادة ما تصيب الدماغ والأوعية الدموية الصغيرة في الأطراف العلوية والسفلية.
- تنشأ الصمات الوريدية في الأوردة (مثل الصمات التي تتكون من الخثار الوريدي العميق) وتؤثر على الرئة.